# گوانک

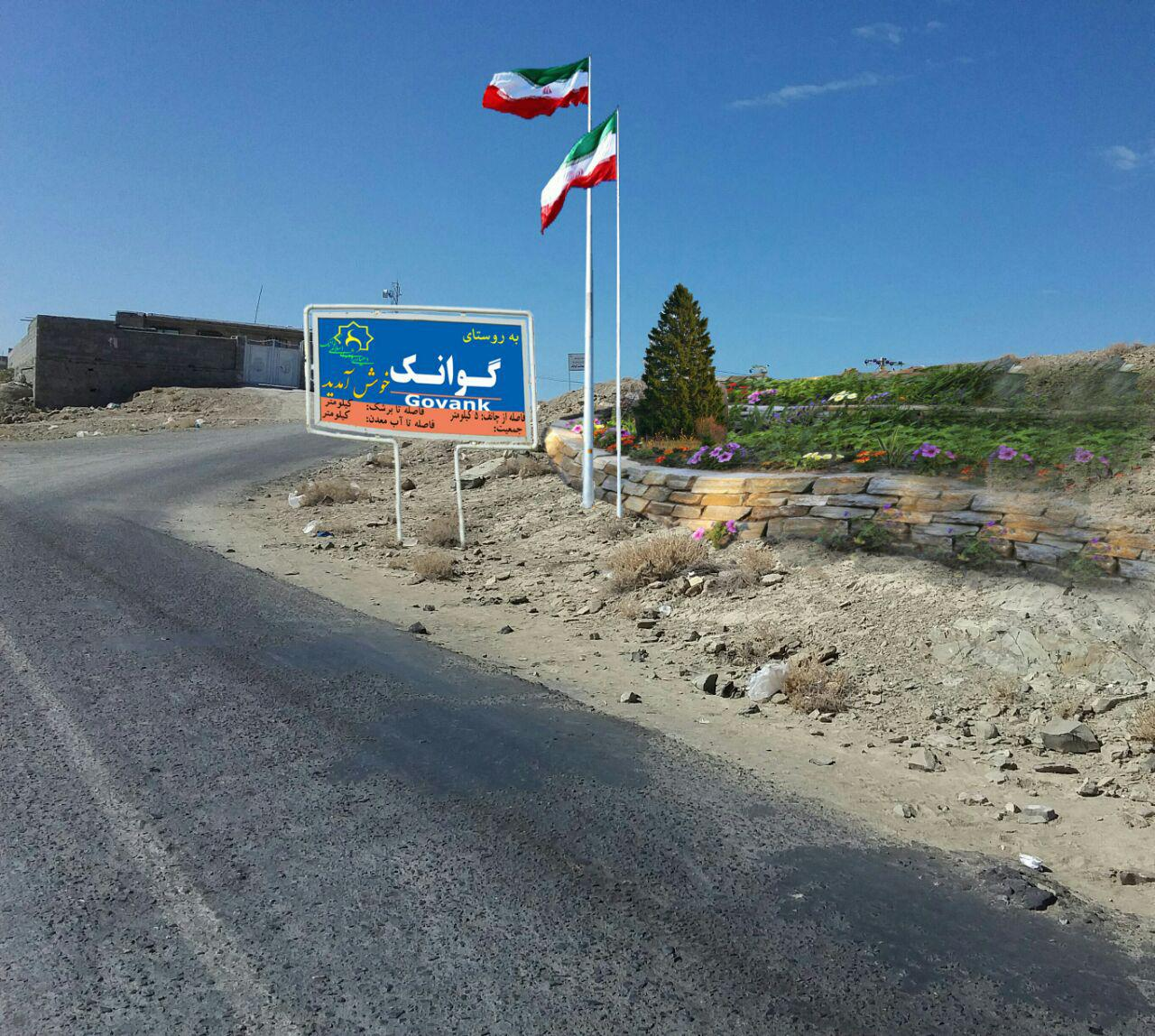
نمای پیش طراحی ورودی گوانک

گوانک ، روستایی از توابع بخش چانف و  آهوران شهرستان نیک‌شهر در استان سیستان و بلوچستان ایران است.
فاصله این روستا از چانف ۴/۵ کیلومتر است .

## جمعیت
این روستا در بخش چانف و آهوران  قرار دارد و براساس سرشماری مرکز آمار ایران در سال ۱۳۸۵، جمعیت آن حدود 1000 نفر240 خانوار) بوده‌است.

## طوایف و پیشه ها
بیشتر اهالی این روستا از طایفه ملازهی و رئیسی  هستند/ 
شغل اکثر مردان کشاورزی است و تعداد قابل توجهی از زنان و مردان نسبت در روستاهای همجوار فرهنگی هستندو تعدادی از مردان نیز راننده و مسافر کش می‌باشند. و برخی از جوانان هم در شهرستان‌ها مشغول به کار می‌باشند وعده ای دیگر در کشورهای حاشیه خلیج فارس ، و عده ای کانادا و لندن می‌باشند..

## امکانات
این روستا دارای چهار مسجد می‌باشد .
قبرستان روستا در ورودی روستا قرار دارد.
یک پارک کودکان و یک پارک نیمه کاره طی سال‌های اخیر ساخته شده‌است.
به تازگی قرار شده یک زمین چمن مصنوعی احداث شود.
آب بیشتر خانه‌ها از چاه‌های حفر شده در خانه‌ها تهیه می‌شود. آب لوله‌کشی شهر پاسخگوی روستا نیست.
به تازگی در حال صاف کردن و یکدست کردن کوچه‌ها و خاکریزی می‌باشند.
دارای آسیابان آرد و گندم ،برنج 
وجود کارگاه تیرچه و بلوک و مصالح ساختمانی(ملازهی)-دارای سوپر مارکت-خرازی-خیاطی-نانوایی، دارای کتابخانه و مکتب فرهنگی  قرآنی فارقیه میباشد
```
دارای یک نانوایی 
```

آهنگری
دکل مخابرات روستایی،دکل ایرانسل

## مدارس
این رو ستا دارای دو دبستان ابتدایی دخترانه و پسرانه می‌باشد و یک مدرسه مقطع راهنمایی دخترانه می باشد.

## مسولان
شوراها: فیصل رئیسی - بهرام رئیسی - شیرمحمد رئیسی
دهیار: خالد رئیسی

## وجود زمینهای کشاورزی حاصلخیز دیمی
وجود 
- «نتایج سرشماری عمومی نفوس و مسکن ۱۳۸۵». درگاه ملی آمار ایران. بایگانی‌شده از اصلی در ۱ ژانویه ۲۰۱۳. دریافت‌شده در ۱ ژانویه ۲۰۱۳.